# Raymond Braine
Raymond Ernest Michel Braine (Anversa, 28 aprile 1907 – Anversa, 25 dicembre 1978) è stato un calciatore belga, di ruolo attaccante.

## Carriera

### Club
Nel 1922 entra nella prima squadra del Beerschot, società calcistica belga di prima divisione. Nella prima stagione Braine realizza 4 reti giocando 4 partite. Nel torneo del 1924 Braine segna 2 gol in 7 incontri, l'AC Beerschot vince il campionato. Nella stagione 1924-25 realizza 11 marcature portando l'AC Beerschot alla seconda vittoria consecutiva in campionato. Nella sua quarta stagione ad Anversa sigla 25 marcature, mantenendo una media vicina ad una rete a partita. Braine si mantiene proficuo anche nelle stagioni seguenti nelle quali segna 20, 35, 30 e 14 gol. Nei tornei 1927-28 e 1928-29 vince il titolo marcatori e, sempre nel 1927-28, vince un altro campionato.
Nel 1930 viene acquistato dallo Sparta, squadra cecoslovacca con sede a Praga, diventando uno dei primi professionisti nella storia del calcio europeo ma rinunciando alla convocazione in Nazionale fino al 1935. Giocando con i granati conquista due Campionati cecoslovacchi e due titoli di capocannoniere. Nel 1935 vince la Mitropa Cup, segnando 3 reti nella doppia finale contro il Ferencvaros.
Nel 1936 la sua parentesi cecoslovacca si conclude e Braine ritorna ad Anversa. Nel 1943, dopo aver vinto altri due titoli nazionali, si trasferisce a La Forestoise, squadra belga nella quale conclude la sua ventennale carriera nel 1944.

### Nazionale
Dal 1925 al 1939 ha fatto parte della Nazionale di calcio del Belgio, per la quale ha giocato 54 partite ufficiali realizzando 26 reti.

## Statistiche

### Presenze e reti nei club
| Stagione        | Squadra         | Campionato      | Campionato | Campionato | Coppe nazionali | Coppe nazionali | Coppe nazionali | Coppe internazionali | Coppe internazionali | Coppe internazionali | Altre coppe | Altre coppe | Altre coppe | Totale | Totale |
| Stagione        | Squadra         | Comp            | Pres       | Reti       | Comp            | Pres            | Reti            | Comp                 | Pres                 | Reti                 | Comp        | Pres        | Reti        | Pres   | Reti   |
| --------------- | --------------- | --------------- | ---------- | ---------- | --------------- | --------------- | --------------- | -------------------- | -------------------- | -------------------- | ----------- | ----------- | ----------- | ------ | ------ |
| 1922-1923       | Beerschot AC    | D1              | 4          | 4          | -               | -               | -               | -                    | -                    | -                    | -           | -           | -           | 4      | 4      |
| 1923-1924       | Beerschot AC    | D1              | 7          | 2          | -               | -               | -               | -                    | -                    | -                    | -           | -           | -           | 7      | 2      |
| 1924-1925       | Beerschot AC    | D1              | 24         | 11         | -               | -               | -               | -                    | -                    | -                    | -           | -           | -           | 24     | 11     |
| 1925-1926       | Beerschot AC    | D1              | 26         | 25         | -               | -               | -               | -                    | -                    | -                    | -           | -           | -           | 26     | 25     |
| 1926-1927       | Beerschot AC    | D1              | 24         | 20         | -               | -               | -               | -                    | -                    | -                    | -           | -           | -           | 24     | 20     |
| 1927-1928       | Beerschot AC    | D1              | 18         | 35         | -               | -               | -               | -                    | -                    | -                    | -           | -           | -           | 18     | 35     |
| 1928-1929       | Beerschot AC    | D1              | 26         | 30         | -               | -               | -               | -                    | -                    | -                    | -           | -           | -           | 26     | 30     |
| 1929-1930       | Beerschot AC    | D1              | 13         | 14         | -               | -               | -               | -                    | -                    | -                    | -           | -           | -           | 13     | 14     |
| 1930-1931       | Sparta Praga    | AL              | ?          | 14         | -               | -               | -               | -                    | -                    | -                    | -           | -           | -           | ?      | 14     |
| 1931-1932       | Sparta Praga    | AL              | ?          | 16         | -               | -               | -               | -                    | -                    | -                    | -           | -           | -           | ?      | 16     |
| 1932-1933       | Sparta Praga    | AL              | ?          | ?          | -               | -               | -               | -                    | -                    | -                    | -           | -           | -           | ?      | ?      |
| 1933-1934       | Sparta Praga    | AL              | ?          | 18         | -               | -               | -               | -                    | -                    | -                    | -           | -           | -           | ?      | 18     |
| 1934-1935       | Sparta Praga    | SL              | ?          | ?          | -               | -               | -               | -                    | -                    | -                    | -           | -           | -           | ?      | ?      |
| 1935-1936       | Sparta Praga    | SL              | ?          | ?          | -               | -               | -               | -                    | -                    | -                    | -           | -           | -           | ?      | ?      |
| Totale carriera | Totale carriera | Totale carriera | 106        | 128        |                 | -               | -               |                      | -                    | -                    |             | -           | -           | 106    | 128    |
| 1936-1937       | Beerschot VAC   | D1              | 9          | 16         | -               | -               | -               | -                    | -                    | -                    | -           | -           | -           | 9      | 16     |
| 1937-1938       | Beerschot VAC   | D1              | 24         | 23         | -               | -               | -               | -                    | -                    | -                    | -           | -           | -           | 24     | 23     |
| 1938-1939       | Beerschot VAC   | D1              | 25         | 11         | -               | -               | -               | -                    | -                    | -                    | -           | -           | -           | 25     | 11     |
| 1939-1940       | Beerschot VAC   | D1              | 8          | 4          | -               | -               | -               | -                    | -                    | -                    | -           | -           | -           | 8      | 4      |
| 1941-1942       | Beerschot VAC   | D1              | 19         | 11         | -               | -               | -               | -                    | -                    | -                    | -           | -           | -           | 19     | 11     |
| 1942-1943       | Beerschot VAC   | D1              | 28         | 4          | -               | -               | -               | -                    | -                    | -                    | -           | -           | -           | 28     | 4      |
| Totale carriera | Totale carriera | Totale carriera | 255        | 210        |                 | -               | -               |                      | -                    | -                    |             | -           | -           | 255    | 210    |
| 1943-1944       | La Forestoise   | D1              | 21         | 0          | -               | -               | -               | -                    | -                    | -                    | -           | -           | -           | 21     | 0      |
| Totale carriera | Totale carriera | Totale carriera | 382        | 338        |                 | -               | -               |                      | -                    | -                    |             | -           | -           | 382    | 338    |

## Palmarès

### Club

#### Competizioni nazionali
- Campionato cecoslovacco: 2

Sparta Praga: 1931-32, 1935-36
- Campionato belga: 6

Beerschot: 1923-24, 1924-25, 1925-26, 1927-28, 1937-38, 1938-39

#### Competizioni internazionali
- Coppa dell'Europa Centrale: 1

Sparta Praga: 1935

### Individuale
- Capocannoniere del campionato cecoslovacco: 2

1931-32 (16 reti), 1933-34 (18 reti)
- Capocannoniere del campionato belga: 2

1927-28 (35 reti), 1928-29 (30 reti)